# Mistrzostwa Świata w Piłce Nożnej 2018 (eliminacje strefy CONCACAF)/Runda finałowa

## Grupa finałowa
| Lp. | Drużyna           | M  | Mecze | Mecze | Mecze | Bramki | Bramki | Bramki | Pkt |
| Lp. | Drużyna           | M  | W     | R     | P     | +      | −      | +/−    | Pkt |
| --- | ----------------- | -- | ----- | ----- | ----- | ------ | ------ | ------ | --- |
| 1.  | Meksyk            | 10 | 6     | 3     | 1     | 16     | 7      | +9     | 21  |
| 2.  | Kostaryka         | 10 | 4     | 4     | 2     | 14     | 8      | +6     | 16  |
| 3.  | Panama            | 10 | 3     | 4     | 3     | 9      | 10     | −1     | 13  |
| 4.  | Honduras          | 10 | 3     | 4     | 3     | 13     | 19     | −6     | 13  |
| 5.  | Stany Zjednoczone | 10 | 3     | 3     | 4     | 17     | 13     | +4     | 12  |
| 6.  | Trynidad i Tobago | 10 | 2     | 0     | 8     | 7      | 19     | −12    | 6   |

|                   | Stany Zjednoczone | Panama | Honduras | Kostaryka | Meksyk | Trynidad i Tobago |
| ----------------- | ----------------- | ------ | -------- | --------- | ------ | ----------------- |
| Stany Zjednoczone | X                 | 4:0    | 6:0      | 0:2       | 1:2    | 2:0               |
| Panama            | 1:1               | X      | 2:2      | 2:1       | 0:0    | 3:0               |
| Honduras          | 1:1               | 0:1    | X        | 1:1       | 3:2    | 3:1               |
| Kostaryka         | 4:0               | 0:0    | 1:1      | X         | 1:1    | 2:1               |
| Meksyk            | 1:1               | 1:0    | 3:0      | 2:0       | X      | 3:1               |
| Trynidad i Tobago | 2:1               | 1:0    | 1:2      | 0:2       | 0:1    | X                 |

### Mecze
1 kolejka 
| 12 listopada 2016 02:00 CET | Stany Zjednoczone · Wood 49' | 1:2(0:1)Raport | Meksyk · 20' Layún · 88' Márquez | Mapfre Stadium, Columbus Widzów: 24 650 Sędzia: Walter López |
|                             |                              |                |                                  |                                                              |

| 11 listopada 2016 21:35 CET | Honduras | 0:1(0:1)Raport | Panama · 22' Escobar | Estadio Olímpico Metropolitano, San Pedro Sula Widzów: 37 253 Sędzia: Yadel Martinez |
|                             |          |                |                      |                                                                                      |

| 12 listopada 2016 00:00 CET | Trynidad i Tobago | 0:2(0:0)Raport | Kostaryka · 65' Bolaños · 90+2' Matarrita | Hasely Crawford Stadium, Port-of-Spain Widzów: 13 500 Sędzia: Oscar Moncada |
|                             |                   |                |                                           |                                                                             |

 2 kolejka 
| 16 listopada 2016 03:00 CET | Kostaryka · Venegas 44' · Bolaños 69' · Campbell 74', 78' | 4:0(1:0)Raport | Stany Zjednoczone | Estadio Nacional, San José Widzów: 35 062 Sędzia: César Arturo Ramos |
|                             |                                                           |                |                   |                                                                      |

| 16 listopada 2016 03:05 CET | Panama | 0:0(0:0)Raport | Meksyk | Estadio Rommel Fernández, Panama Widzów: 26 500 Sędzia: Ricardo Montero |
|                             |        |                |        |                                                                         |

| 15 listopada 2016 23:05 CET | Honduras · Quioto 16' · Izaguirre 19' · Hernández 81' | 3:1(2:0)Raport | Trynidad i Tobago · 52' Mitchell | Estadio Olímpico Metropolitano, San Pedro Sula Widzów: 34 576 Sędzia: Jair Marrufo |
|                             |                                                       |                |                                  |                                                                                    |

 3 kolejka 
| 25 marca 2017 03:30 CET | Stany Zjednoczone · Lletget 5' · Bradley 27' · Dempsey 32', 49', 54' · Pulisic 46' | 6:0(3:0)Raport | Honduras | Avaya Stadium, San Jose Widzów: 17 729 Sędzia: Walter López |
|                         |                                                                                    |                |          |                                                             |

| 25 marca 2017 00:00 CET | Trynidad i Tobago · Molino 37' | 1:0(1:0)Raport | Panama | Hasely Crawford Stadium, Port-of-Spain Widzów: 12 000 Sędzia: Melvin Matamoros |
|                         |                                |                |        |                                                                                |

| 25 marca 2017 02:50 CET | Meksyk · J. Hernández 8' · Araujo 45' | 2:0(2:0)Raport | Kostaryka | Estadio Azteca, Meksyk Widzów: 61 697 Sędzia: John Pitti |
|                         |                                       |                |           |                                                          |

4 kolejka 
| 29 marca 2017 04:05 CEST | Panama · Gómez 43' | 1:1(1:1)Raport | Stany Zjednoczone · 39' Dempsey | Estadio Rommel Fernández, Panama Widzów: 23 052 Sędzia: Roberto García Orozco |
|                          |                    |                |                                 |                                                                               |

| 28 marca 2017 23:00 CEST | Honduras · Lozano 34' | 1:1(1:0)Raport | Kostaryka · 68' Waston | Estadio Francisco Morazán, San Pedro Sula Widzów: 15 800 Sędzia: Joel Aguilar |
|                          |                       |                |                        |                                                                               |

| 29 marca 2017 01:00 CEST | Trynidad i Tobago | 0:1(0:0)Raport | Meksyk · 58' D. Reyes | Hasely Crawford Stadium, Port-of-Spain Widzów: 14 822 Sędzia: Valdin Legister |
|                          |                   |                |                       |                                                                               |

 5 kolejka 
| 9 czerwca 2017 02:00 CEST | Stany Zjednoczone · Pulisic 52', 62' | 2:0(0:0)Raport | Trynidad i Tobago | Dick's Sporting Goods Park, Commerce City Widzów: 19 188 Sędzia: Oscar Moncada |
|                           |                                      |                |                   |                                                                                |

| 9 czerwca 2017 04:00 CEST | Kostaryka | 0:0(0:0)Raport | Panama | Estadio Nacional, San José Widzów: 35 040 Sędzia: Jair Marrufo |
|                           |           |                |        |                                                                |

| 9 czerwca 2017 04:00 CEST | Meksyk · Alanís 34' · Lozano 63' · Jiménez 66' | 3:0(1:0)Raport | Honduras | Estadio Azteca, Meksyk Widzów: 38 565 Sędzia: Drew Fischer |
|                           |                                                |                |          |                                                            |

 6 kolejka 
| 12 czerwca 2017 02:30 CEST | Meksyk · Vela 23' | 1:1(1:1)Raport | Stany Zjednoczone · 6' Bradley | Estadio Azteca, Meksyk Widzów: 71 537 Sędzia: Joel Aguilar |
|                            |                   |                |                                |                                                            |

| 14 czerwca 2017 03:35 CEST | Panama · Pérez 40' · R. Torres 90' | 2:2(1:1)Raport | Honduras · 5' Quioto · 65' Elis | Estadio Rommel Fernández, Panama Widzów: 25 900 Sędzia: Roberto García |
|                            |                                    |                |                                 |                                                                        |

| 14 czerwca 2017 04:00 CEST | Kostaryka · Calvo 1' · Ruiz 44' | 2:1(2:1)Raport | Trynidad i Tobago · 35' Molino | Estadio Nacional, San José Widzów: 34 429 Sędzia: Yadel Martinez |
|                            |                                 |                |                                |                                                                  |

 7 kolejka 
| 2 września 2017 00:55 CEST | Stany Zjednoczone | 0:2(0:1)Raport | Kostaryka · 30', 82' Ureña | Red Bull Arena, Harrison Widzów: 26 500 Sędzia: John Pitti |
|                            |                   |                |                            |                                                            |

| 2 września 2017 03:30 CEST | Meksyk · Lozano 53' | 1:0(0:0)Raport | Panama | Estadio Azteca, Meksyk Widzów: 37 835 Sędzia: Walter López |
|                            |                     |                |        |                                                            |

| 2 września 2017 02:00 CEST | Trynidad i Tobago · J. Jones 66' (k) | 1:2(0:2)Raport | Honduras · 7' A. López · 16' Elis | Ato Boldon Stadium, Couva Widzów: 8000 Sędzia: Fernando Guerrero |
|                            |                                      |                |                                   |                                                                  |

 8 kolejka 
| 5 września 2017 23:35 CEST | Honduras · Quioto 27' | 1:1(1:0)Raport | Stany Zjednoczone · 84' Wood | Estadio Olímpico Metropolitano, San Pedro Sula Widzów: 30 000 Sędzia: Joel Aguilar |
|                            |                       |                |                              |                                                                                    |

| 6 września 2017 03:30 CEST | Panama · G. Torres 39' · Mitchell 57' (sam.) · Arroyo 85' | 3:0(1:0)Raport | Trynidad i Tobago | Estadio Rommel Fernández, Panama Widzów: 17 500 Sędzia: Henry Bejarano |
|                            |                                                           |                |                   |                                                                        |

| 6 września 2017 04:05 CEST | Kostaryka · Ureña 83' | 1:1(0:1)Raport | Meksyk · 42' (sam.) Gamboa | Estadio Nacional, San José Widzów: 34 420 Sędzia: Mark Geiger |
|                            |                       |                |                            |                                                               |

 9 kolejka 
| 7 października 2017 01:35 CEST | Stany Zjednoczone · Pulisic 7' · Altidore 18', 43' (k) · Wood 63' | 4:0(3:0)Raport | Panama | Orlando City Stadium, Orlando Widzów: 25 303 Sędzia: Roberto García Orozco |
|                                |                                                                   |                |        |                                                                            |

| 8 października 2017 00:00 CEST | Kostaryka · Waston 90+4' | 1:1(0:0)Raport | Honduras · 67' Hernández | Estadio Nacional, San José Widzów: 30 000 Sędzia: César Arturo Ramos |
|                                |                          |                |                          |                                                                      |

| 7 października 2017 03:30 CEST | Meksyk · Lozano 78' · J. Hernández 88' · Herrera 90+4' | 3:1(0:0)Raport | Trynidad i Tobago · 66' Winchester | Estadio Alfonso Lastras, San Luis Potosí Widzów: 25 111 Sędzia: Kimbell Ward |
|                                |                                                        |                |                                    |                                                                              |

 10 kolejka 
| 11 października 2017 02:00 CEST | Trynidad i Tobago · Gonzalez 17' (sam.) · A. Jones 37' | 2:1(1:0)Raport | Stany Zjednoczone · 47' Pulisic | Ato Boldon Stadium, Couva Widzów: 1500 Sędzia: Marlon Alfonso Mejia |
|                                 |                                                        |                |                                 |                                                                     |

| 11 października 2017 02:00 CEST | Panama · G. Torres 53' · R. Torres 88' | 2:1(0:1)Raport | Kostaryka · 37' Venegas | Estadio Rommel Fernández, Panama Widzów: 26 503 Sędzia: Walter López |
|                                 |                                        |                |                         |                                                                      |

| 11 października 2017 02:00 CEST | Honduras · Elis 34' · Ochoa 54' (sam.) · Quioto 60' | 3:2(1:2)Raport | Meksyk · 16' Peralta · 38' Vela | Estadio Olímpico Metropolitano, San Pedro Sula Widzów: 37 000 Sędzia: Joel Aguilar |
|                                 |                                                     |                |                                 |                                                                                    |